# Bacanius norfolcensis
Bacanius norfolcensis är en skalbaggsart som först beskrevs av Lea 1925.  Bacanius norfolcensis ingår i släktet Bacanius och familjen stumpbaggar. Inga underarter finns listade i Catalogue of Life.